# Serromyia spinosipes
Serromyia spinosipes är en tvåvingeart som beskrevs av Jean-Jacques Kieffer 1919. Serromyia spinosipes ingår i släktet Serromyia och familjen svidknott. Inga underarter finns listade i Catalogue of Life.